# 王师旦 (宝坻)
王师旦（？—？），字淑莘，直隶宝坻人，官至容城训导，被世人称为盘峰先生。

## 生平
宝坻教谕王国宾之子，自幼随父亲来宝坻，其父退休后，一起转隶宝坻籍。王师旦五岁，即能通孝经义。既而学文于张文休，受诗于高际斯，讲易于萧韩坡，问礼于吴揽初，叩心学于蒋圈如，而证性理于李光四。学使熊钟陵有国士之目，继者交口无异词。凡二十余试皆第一，而师旦年且老矣。康熙二十五年，岁贡，远近耳其名，争延主讲，席所至无不折服者。曾说：“人于日用行习间，时将天理体认，令其惺惺不昧，则寡过之道得焉。”王师旦虽年龄日长，但未尝一日废学。所著作皆以抒写心得，无复人之见者存。康熙四十七年，上任容城训导，期间修葺学宫，备祭器，举节孝，为元朝学者刘因确认后人，亲手编辑《文庙备考》一书。在任十六年，当地学生多受其教化。雍正元年辞职回乡，后葬于宝坻。所著《斯文纂南华注语录》、年谱及文集、诗集共有数十卷。